# بوهدالیتس-پاولوویتسه
بوهدالیتس-پاولوویتسه (به چکی: Bohdalice-Pavlovice) یک منطقهٔ مسکونی در جمهوری چک است که در ناحیه ویشکوو واقع شده‌است. بوهدالیتس-پاولوویتسه ۸٫۹۱ کیلومتر مربع مساحت و ۸۰۹ نفر جمعیت دارد و ۳۱۴ متر بالاتر از سطح دریا واقع شده‌است.